# An Óige

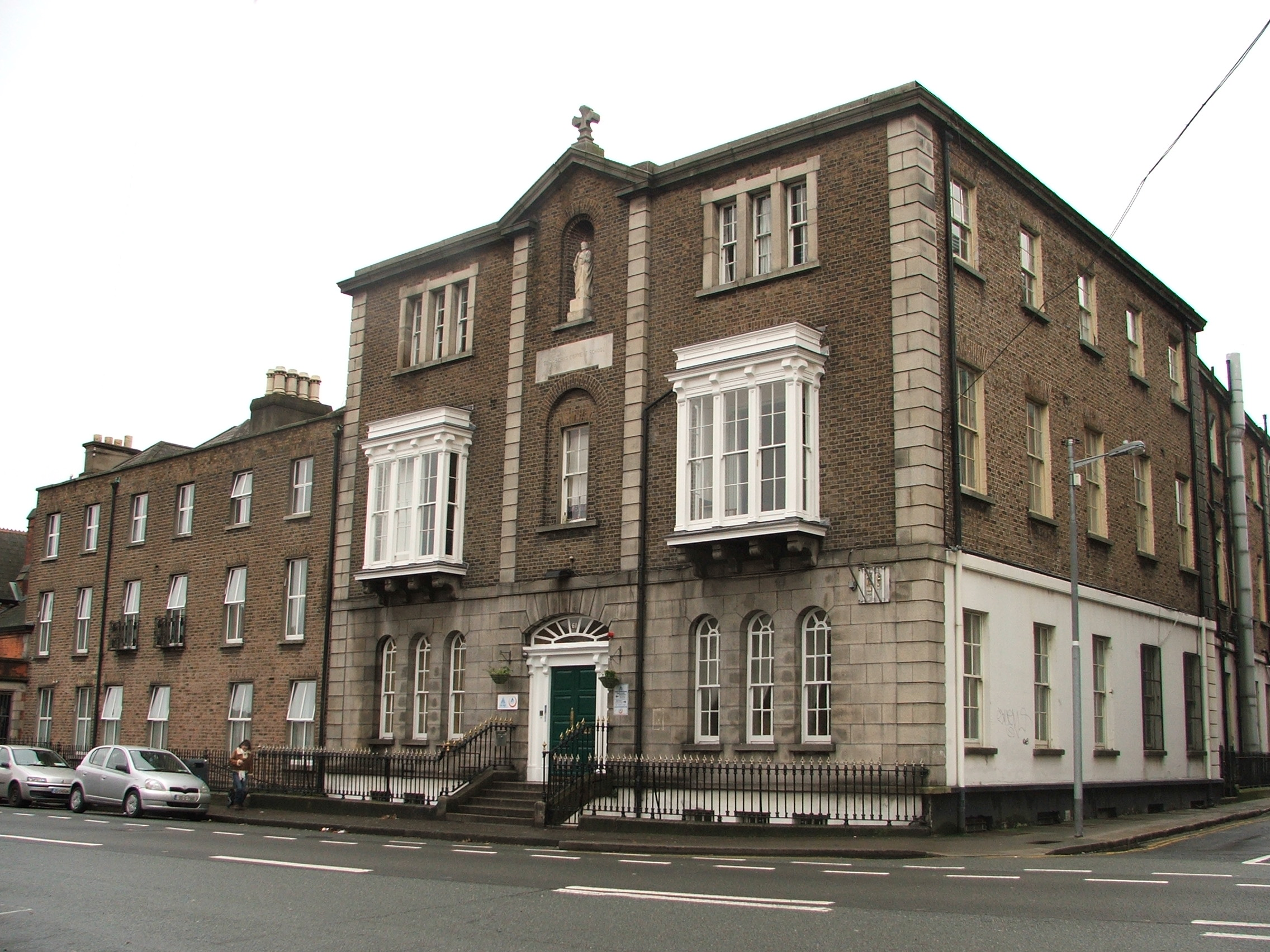
An Óige-Zentrale und Youth Hostel Dublin (2008)

An Óige (irisch für Jugend), englisch: Irish Youth Hostel Association (IYHA), ist der Jugendherbergsverband der Republik Irland. 
An Óige wurde 1931 als Organisation auf Mitgliedschaftsbasis gegründet und ist Mitglied im internationalen Jugendherbergsverband Hostelling International. Der Sitz ist in der Hauptstadt Dublin, Mountjoy Street 61, im Gebäude der dortigen Jugendherberge.
An Óige betreibt in der Republik Irland derzeit 19 Jugendherbergen (Stand: Herbst 2020). Einige davon werden nur in der Sommersaison betrieben, in den größeren Städten und in manchen ländlichen Gebieten sind die Häuser aber ganzjährig geöffnet. Übernachtungen sind auch ohne Mitgliedschaft in einem Mitgliedsverband von Hostelling International möglich, Mitgliedern wird allerdings ein Rabatt in Höhe von 10 Prozent gewährt. Eine Altersbeschränkung existiert nicht. Mit dem nordirischen Schwesterverband Hostelling International Northern Ireland, der sechs Hostels in der britischen Provinz betreibt, gibt es eine Kooperation.
Nach den durch die COVID-19-Pandemie bedingten Schließungen lief die Wiedereröffnung der Jugendherbergen nur sehr schleppend an; aufgrund der temporären Beherbergung ukrainischer Flüchtlinge in Irland sind einzelne Jugendherbergen zudem nicht für Gäste geöffnet (Stand 2023).